# مات غرايمز
مات غرايمز (15 يوليو 1995 في المملكة المتحدة - ) (بالإنجليزية: Matt Grimes)‏ هو لاعب كرة قدم بريطاني في مركز الوسط. شارك مع منتخب إنجلترا تحت 20 سنة لكرة القدم. أما مع النوادي، فقد لعب مع بلاكبيرن روفرز وسوانزي سيتي ونادي إكزتر سيتي.

## وصلات خارجية
- مات غرايمز على موقع قاعدة بيانات كرة القدم.إي يو (الإنجليزية)
- مات غرايمز على موقع Soccerbase.com (لاعب) (الإنجليزية)
- مات غرايمز على موقع Soccerway.com (الإنجليزية)
- مات غرايمز على موقع عالم كرة القدم.نت (الإنجليزية)
- مات غرايمز على موقع AS.com (الإسبانية)